# Осинова Слободка
 Осинова Слободка  — опустевшая деревня в Лузском муниципальном округе Кировской области.

## География
Расположена на расстоянии примерно 5 км по прямой на юго-запад от западной окраины районного центра города Луза на левобережье реки Луза.

## История
Известна была с 1620 года как починок с 2 дворами, в 1727 году 31 душа мужского пола. В 1859 году здесь дворов 14 и жителей 133, в 1926 44 и 208, в 1950 30 и 80, в 1989 2 жителя . До конца 2020 года находилась в составе Лузского городского поселения.

## Население
Постоянное население не было учтено как в 2002 году, так и в 2010.